# حرب العملة 2009-2011
كانت حرب العملة بين عامي 2009- 2011 حلقة من حلقات خفض قيمة العملة التنافسي الذي برز في الصحافة المالية في سبتمبر 2010. ضم خفض العملة التنافسي دولًا تتنافس لتحصل على تقييم منخفض نسبيًا لعملتها الخاصة، وذلك من أجل مساعدة صناعتها المحلية. مع نشوء الأزمة المالية عام 2008، شهدت قطاعات التصدير في العديد من الاقتصادات الناشئة تناقص الطلبات، ومنذ 2009، بدأت عدة دول بالتدخل من أجل خفض عملاتها أو زادت تدخلها.
اقترح كل من محللي القطاع الخاص وسياسييه، بما فيهم تيموثي غايتنر، أن عبارة حرب العملة تبالغ في تقدير شدة العداء، لكن المصطلح استُخدم على نطاق واسع في وسائل الإعلام منذ أعلن وزير المالية البرازيلي جويدو مانتيغا في سبتمبر 2010 عن اندلاع «حرب العملة».
اقترح معلقون آخرون، بما فيهم رجال دولة عالميون مثل مانموهان سينغ وجويدو مانتيغا، أن حرب العملات كانت جارية بالفعل، وأن المشاركين الأساسيين فيها هم الصين والولايات المتحدة، رغم أن دولًا عديدة أخرى اتخذت منذ عام 2009 تدابير إما لخفض قيمة العملة أو على الأقل للتحقق من تقدير عملاتها. لا تعترف الولايات المتحدة بأنها تمارس خفض عملة تنافسي وأن سياستها الرسمية هي ترك الدولار يعوم بحرية. في حين أن الولايات المتحدة لم تتخذ أي إجراء مباشر لخفض قيمة عملتها، ثمة إجماع يكاد يكون تامًا بين المحللين على أن برامج التيسير الكمي الخاصة بها تمارس ضغطًا هابطًا على الدولار.
وفقًا للعديد من المحللين، فإن حرب العملة فشلت إلى حد كبير في منتصف 2011، رغم معارضة آخرين، بما فيهم مانتيغا لذلك. منذ مارس 2012، كان انتشار التصريحات ما يزال جاريًا، مع اتخاذ تدابير من طرف دول كالبرازيل للسيطرة على ارتفاع قيمة عملتها. ومع ذلك، بحلول يونيو، ظهرت دلائل تشير إلى أن اختلال العملة مستمر على حاله في الصين وفي جميع أنحاء العالم، حتى أن مانتيغا خفف من بعض الضوابط البرازيلية المناهضة لارتفاع قيمة العملة. رُفعت الإنذارات بشأن حرب عملة حادية وعشرين محتملة في يناير 2013، وهذه المرة كان التوتر الأكثر وضوحًا بين اليابان ومنطقة اليورو.

## خفض قيمة العملة التنافسي في 2009
بعد الأزمة المالية لعام 2008، انتشر قلق واسع النطاق بين الاقتصادات المتقدمة بشأن حجم عجزها، وصارت تنضم بتزايد إلى الاقتصادات الناشئة في النظر إلى النمو الذي تقوده الصادرات باعتباره استراتيجيتها المثالية. في مارس 2009، حتى قبل أن يبلغ التعاون الدولي ذروته في قمة مجموعة العشرين الثانية بلندن 2009، صار الاقتصادي تيد ترومان من أوائل الذين حذروا من مخاطر اندلاع خفض قيمة العملة التنافسي. صاغ أيضًا عبارة عدم رفع قيمة العملة التنافسي.
في 27 سبتمبر 2010، قال وزير المالية البرازيلي غويدو مانتيغا إن العالم «في خضم حرب عملة دولية». اتفق عدد كبير من الصحفيين الماليين مع وجهة نظر مانتيغا، مشيرين إلى تدخلات حديثة أجراها مختلف الدول التي تسعى إلى خفض سعر الصرف بما في ذلك الصين واليابان وكولومبيا وإسرائيل وسويسرا.
أكد محللون آخرون أن المخاوف من حرب العملة مبالغ فيها. في سبتمبر، نُقل عن كبار صانعي السياسية من أمثال مدير إدارة صندوق النقد الدولي (آي إم إف) دومينيك ستراوس كان، ووزير الخزانة الأمريكي تيموثي غاينتر أنهم قالوا إن فرص اندلاع حرب عملة حقيقية منخفضة، لكن بحلول بداية أكتوبر، صار ستراوس يحذر بأن مخاطر اندلاع حرب عملة حقيقية. أشار أيضًا إلى أن صندوق النقد الدولي يمكن أن يساعد في حل الاختلالات التجارية التي يمكن أن تكون السبب الكامن وراء الحرب على تقييم العملات. قال السيد ستاروس كان إن استخدام العملات باعتبارها أسلحة «ليس حلًا [و] يمكنه حتى أن يؤدي إلى وضع سيئ جدًا. لا يوجد حل محلي لمشكلة عالمية».
اقترح دانييل تينيغاوزر، رئيس استراتيجية العملات وأسعارها في الأسواق الناشئة لدى شركة ميريل لينش أن الحديث عن حرب عملة أمر يمكن اعتباره «موقفًا سياسيًا»، مشيرًا إلى أن الاقتصادات الناشئة كانت تتدخل على نطاق أوسع في 2009. أعرب جورج سوروس عن قلقه قائلًا: «إنني أشارك هذا القلق المتنامي بخصوص اختلال العملات. تحدث وزير المالية البرازيلي عن حرب عملة كامنة، وليس كلامه مغلوطًا. في أسواق العملات، تتفاعل وتتعارض السياسات الاقتصادية المختلفة والأنظمة الاقتصادية والسياسية المختلفة».
تركز انتباه كبير على الصين. لمعظم عامي 2009 و2010، كانت الصين تحت ضغط كبير من الولايات المتحدة للسماح برفع قيمة اليوان. بين يونيو وأكتوبر 2010، سمحت الصين برفع اليوان بما قدره 2%، لكن ثمة مخاوف لدى المراقبين الغربيين من أن الصين لا تخفف من تدخلها إلا عندما تتعرض لضغوط شديدة. لم يجرِ التخلي عن ربط العملة الثابت إلا قبل اجتماع مجموعة العشرين في يونيو، وبعد ذلك ارتفعت قيمة اليوان بنحو 1% ثم انخفضت ببطء من جديد حتى زاد الضغط الأمريكي في سبتمبر وقتما بدأ اليوان يرتفع ارتفاعًا حادًا نسبيًا مرة أخرى، مع اقتراب موعد انعقاد جلسات الاستماع في الكونغرس الأمريكي بسبتمبر لمناقشة إجراءات فرض إعادة التقييم. اقترح الصحفي المالي البارز مارتن وولف أنه قد توجد مزايا في الاقتصادات الغربية التي تتخذ نهجًا أكثر تصادميةً من الصين، والتي كانت في السنوات الأخيرة أكبر ممارس تقريبًا لخفض قيمة العملة التنافسي. على الرغم من أنه اقترح أنه بدلًا من استخدام التدابير الوقائية التي قد تشعل فتيل حرب تجارية، فإن التكتيك الأفضل هو استخدام ضوابط رأس المال المستهدفة ضد الصين لمنعها من شراء الأصول الأجنبية من أجل الإمعان في خفض قيمة اليوان، كما اقترح سابقًا مدير مركز الدراسات السياسية الأوروبية دانييل غروس.